# مقبرة القطار

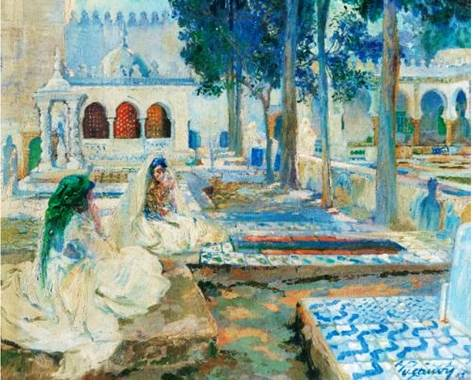
نساء في مقبرة القطار، بريشة ليون كوفي

مقبرة القطار واحدة من أشهر المقابر في الجزائر. وهي تقع في إحدى ضواحي مدينة الجزائر ببلدية وادي قريش. افتتحت عام 1838 لتحل محل مقبرة سيدي عبد الرحمن التي دمرت عام 1830. كانت تعرف سابقًا باسم دار الغريب حيث تم دفن الأجانب من حدود المدينة. يرجع الاسم الحالي للمقبرة إلى تقطير الياسمين في البريجة، وهو نصب جنائزي يعود إلى العصر العثماني. بنيت على مقبرة شديدة الانحدار، لأن خلال الاحتلال الفرنسي، منعت السلطات الفرنسية المسلمين من دفن موتاهم في أرض مستوية.
تضم مقابر العديد من الأعيان الجزائريين وهي من أكثر الأماكن المفضلة للممثلين والممثلات وغيرهم من الفنانين (مغني الأوبرا، الموسيقيين، الرسامين، النحاتين، المهندسين المعماريين، الكتاب، الشعراء). كما تضم مقابر العديد من العلماء والأكاديميين والرياضيين.
تحتوي المقبرة أيضًا على لوحات لإميل غوديسار [الإنجليزية].

## أهم الشخصيات المدفونة بها
- محمد بورنان، سياسي ومجاهد.
- أرزقي لوني، سياسي ومجاهد.
- الحاج محمد العنقة، مغني الشعبي الجزائري.
- مصطفى العنقة، موسيقي وممثل.
- دحمان الحراشي، مغني.
- اعمر الزاهي، مغني الشعبي.
- فضيلة الدزيرية، مغنية.
- الحاج مريزق، مغني الشعبي.
- الحاج بوشيبة، موسيقي
- حسيسن، مغني[1]
- حمدان سفينجة، صحفي رياضي
- محمد حطاب الملقب بـ«حبيب رضا»، لاعب كرة السلة، ممثل وثوري[2]
- مصطفى تومي، مغني.
- Marie-Josèphe Dublé، زوجة فرانز فانون
- رويشد، ممثل
- رشيد قسنطيني، ممثل ومغني
- جمال كدو، لاعب كرة القدم
- عائشة عجوري، ممثلة
- مولود جازولي، قائد نادي مولودية الجزائر[3]
- ... وهكذا